# 소송물 논쟁
소송물 논쟁은 소송상의 청구의 내용이 되는 권리주장을 개별화하는 기준을 무엇에서 구하느냐 하는 것에 따르는 논쟁이며, 이 논쟁은 청구를 개별화하는 데 있어서 불가피하다. 이제까지의 이론에 있어서는 권리주장의 내용을 이루고 있는 것은 소유권이라든가 임차권이라는 실체법의 개개의 권리라고 되어 있었다. 따라서 법원은 이 개개의 권리의 존부(存否)를 판단하면 되고 판단의 효력도 이 권리의 범위에서 그친다고 해석하고 있다. 이에 반하여 최근에 대두된 새로운 학설하에서는 제판의 대상이 되는 것을 실체법상의 개개의 권리로부터 해방시켜 오로지 분쟁해결의 목적에 맞도록 분쟁의 근원이 되는 사실관계에 착안해서 결정해야 된다고 설명하기에 이르렀다. 전자는 소의 내용으로부터 심리의 대상까지, 판결의 대상으로부터 효력이 미치는 범위까지를 일관해서 실체법상의 권리로부터 얻기 때문에 이론적으로는 훌륭한 것 같으나, 현실의 분쟁을 1회의 재판으로 해결하는 것이 민사소송의 역할이 아니냐 하는 소박한 의문에 답을 하지 못하는 약점이 있다. 후자는 분쟁사실을 직시하고 그것을 있는 그대로 소송목적의 차원에서 이론을 도출하는 점에서 분쟁해결이라고 하는 목적관에 즉응하는 것이지만,그 반면에 사실관계라고 하는 것을 정확하게 파악한다는 면에서전자의 설에 일보 양보하는 경우가 많다. 그러나 이러한 양보는 다른 이론구성으로 보충할 수 있다는 것을 고려한다면 민사소송의 목적관에 보다 가까운 후자의 학설이 미래를 약속받으리라는 것은 의문의 여지가 없다.

## 참고 자료
- 조상희, 『법학전문대학원 민사소송법 기본강의』. 한국학술정보(주), 2009. ISBN 978-89-534-2307-7